# Библиотека вещей
Библиотека вещей — это любая коллекция предметов, предоставляемых во временное пользование, и любая организация, которая практикует такое предоставление во временное пользование. Такие предметы часто включают кухонную технику, инструменты, садовое оборудование и семена, электронику, игрушки и игры, предметы искусства, научные наборы, принадлежности для рукоделия, музыкальные инструменты и оборудование для отдыха.
Особенно уместны в таких библиотеках предметы, которые иногда полезны, но обременительны для хранения, например, специализированная посуда или нишевые технологические предметы. Коллекции библиотек вещей сильно различаются, но выходят далеко за рамки книг, журналов и других медиа, которые были основным направлением деятельности традиционных библиотек.
Библиотеку вещей следует отличать от пунктов проката, которые предоставляют вещи в аренду на преимущественно коммерческой основе. Деятельность библиотек вещей не носит, как правило, коммерческого характера.
Движение «библиотека вещей» в настоящее время активно развивается среди публичных, академических и специальных библиотек многих стран. Существуют также самостоятельные организации, отдельные от библиотек, такие как библиотеки инструментов, библиотеки игрушек, общественные центры обмена, независимые некоммерческие организации и индивидуальные инициативы. The Share Shed (Тотнес, Великобритания) разрабатывает первую мобильную библиотеку вещей. Коллекции часто поддерживаются образовательными программами и публичными мероприятиями. Эти центры выдачи и библиотечные фонды являются частью экономики совместного потребления.

## Виды коллекций

### Искусства и ремесла
Посетители библиотек могут взять напрокат гравюры, плакаты, картины и другие произведения изобразительного искусства. Кроме того, многие библиотеки вещей предлагают посетителям взять оборудование и расходные материалы для декоративно-прикладного искусства для того, чтобы самим попробовать свои силы в создании произведений искусства. Инструменты для рукоделия могут включать швейные машины, наборы для вязания, высечки, инструменты для изготовления бумаги, наборы для ремонта ювелирных изделий и вышивания, принадлежности для скрапбукинга и инструменнты для изготовления пуговиц.

### Бытовая электроника и другие высокотехнологичные изделия
Библиотеки уже довольно давно выдают своим посетителям различные электрооные устройства, такие как электронные книги, планшеты и ноутбуки, но, в последние годы, расширяют их спектр электроники. Предложения электроники в библиотеках вещей расширились и теперь включают мобильные точки доступа, проекторы, сканеры, камеры GoPro, графические планшеты, цифровые и пленочные камеры, видеоигры, оборуджование для оцифровки виниловых пластинок, аудио- и VHS-кассет, экраны хромакей и видеокамеры.

### Музыкальные инструменты и принадлежности
Коллекции инструментов также присутствуют в библиотеках. Часто наряду с ними пользователям предлагаются ноты, тюнеры, усилители и музыкальные образовательные ресурсы. Свободная библиотека Филадельфии запустила свою коллекцию музыкальных инструментов (MIC) в 2016 году, и в нее входят электрогитара, мандолина, электробас, укулеле, электроакустическая гитара и банджо. Библиотека острова Лопес представила музыкальный инструмент «контактный зоопарк», который включает в себя такие инструменты, как акустическая и электрическая гитары, банджо, виолончель, кларнет, флюгельгорн, валторна, электрическая клавиатура, блокфлейта, укулеле, альт и скрипка. В библиотеке вещей JCLS есть даже настольная электрическая барабанная установка и пианино калимба.

### Кухонная утварь
Специализированное кухонное оборудование и принадлежности, в том числе сушилки для пищевых продуктов, аппараты для приготовления попкорна, мороженицы, специализированные блендеры, формы для выпечки, фритюрницы, кастрюли быстрого приготовления и блендеры Kitchen Aid можно взять в библиотеках вещей для домашнего использования. Формы для выпечки стали особенно популярными в библиотеках вещей и их коллекции получили широкое распространение.

### Садоводство и библиотеки семян
Библиотеки семян возникли как часть коллекций публичных библиотек. У многих есть политика для пользователей, которые «проверяют» семена на вегетационный период; они соглашаются посадить проверенные семена, а затем сохранить семена из урожая, чтобы вернуть их в коллекцию на следующий год. Некоторые семенные библиотеки стали предметом разногласий с министерствами сельского хозяйства штатов США. Сельскохозяйственное оборудование, инструменты для ландшафтного дизайна и садовые принадлежности также включены в коллекции «вещей» и могут включать грабли, кусторезы, секаторы, ручные инструменты, воздуходувки и газонокосилки. Некоторые библиотеки даже создают общественные сады, где пользователи библиотек могут использовать садовый участок в течение вегетационного периода.

### Домашние бытовые приборы
Приборы мониторинга для домашнего использования становятся все более доступными в сочетании с другими инструментами в библиотеках коллекций вещей. Тепловизионные камеры и детекторы утечек, измерители качества воздуха, инфракрасные термометры, счетчики энергии и другие устройства мониторинга предоставляются для проверки интересующих посетителя библиотеки показателей.

### Предметы для отдыха
Некоторые библиотеки предлагают различные предметы, которые помогают пользователям наслаждаться отдыхом на свежем воздухе, иногда в партнерстве с местными отделами парков и отдыха. Среди широкого спектра предложений оборудования для отдыха есть удочки, летающие тарелки, инвентарь для вифлбола, наборы для наблюдения за птицами и наборы для крокета, бадминтона, бочче или пиклбола.
Точно так же библиотеки выдают товары для вечеринок и общественного отдыха, в том числе такие предметы, как машины для производства мыльных пузырей, сладкой ваты и караоке-машины, шоколадные фонтаны и бумбоксы.

### Оборудование для научных занятий и мастерских
Субкультура «мейкеров» оказала влияние на коллекции, доступные в библиотеках вещей, и в результате в них, зачастую, присутствуют электронные устройства LittleBits, Arduino, Makey Makey, Raspberry Pi, наборы робототехники, программируемые игрушки, 3D-принтеры, а также устройства для записи виниловых и лазерных дисков. Так же можно взять напрокат научные инструменты, такие как цифровые микроскопы, телескопы, экспонометры и тематические научные наборы.

### Инструменты
Библиотеки инструментов приобрели популярность как автономные центры заимствования во многих городах. Обычные библиотеки также предлагают коллекции инструментов для временного использования. Ручные и электроинструменты для обустройства дома, строительства и тонкой деревообработки являются популярным дополнением к библиотекам и часто сопровождаются обучающими материалами.

### Игрушки
Центры проката игрушек имеют долгую историю, восходящую к временам Великой депрессии. Однако в последнее время обычные библиотеки стали реализовывать концепцию библиотек игрушек и ввели в свои коллекции марионеток, настольных игр, кукол American Girl. головоломок, кубиков и множество других игрушек.

### Прочее
Движение библиотек вещей расширяется. Входящие в него библиотеки предлагают включают в свои коллекции всё новые и новыен предметы. Объекты, которые можно взять на прокат в таких местах, включают галстуки, чучела животных, билеты в музеи и костюмы Санта-Клауса. Публичная библиотека Палм-Харбор во Флориде имеет коллекцию ролевых игр, таких как Dungeons and Dragons (Коллекции ролевых игр Марка Мазурека).